# نسر أبيض الظهر
النسر أبيض الظهر (الاسم العلمي: Gyps africanus) 
(بالإنجليزية White-backed vulture) نسر من نسور العالم القديم، من جنس القشعام و من رتبة الجوارح وفصيلة البازية، وهو قريب جيني من النسر الأسمر الأوروبي. يسمى هذا النسر أحياناً النسر الإفريقي أبيض الظهر، وذلك لتمييزه عن النسر الهندي أبيض الظهر، فقد كان يُعتقد في السابق أنهما نوعان قريبان.

## الوصف والهيئة
يشبه النسر أبيض الظهر النسور الأخرى من جنس القشعام، فهو يملك جناحين عريضين جداً، وريشات ذيل قصيرة، وريشات صغيرة على رأسه ورقبته، كما يملك قَبَّةً بيضاء على أسفل رقبته. الأفراد البالغة تملك ظهوراً بيضاء اللون مغايرة للريش الغامق الذي يغطي باقي جسدها، أما الأفراد اليافعة فتكون غامقة اللون بالكامل.

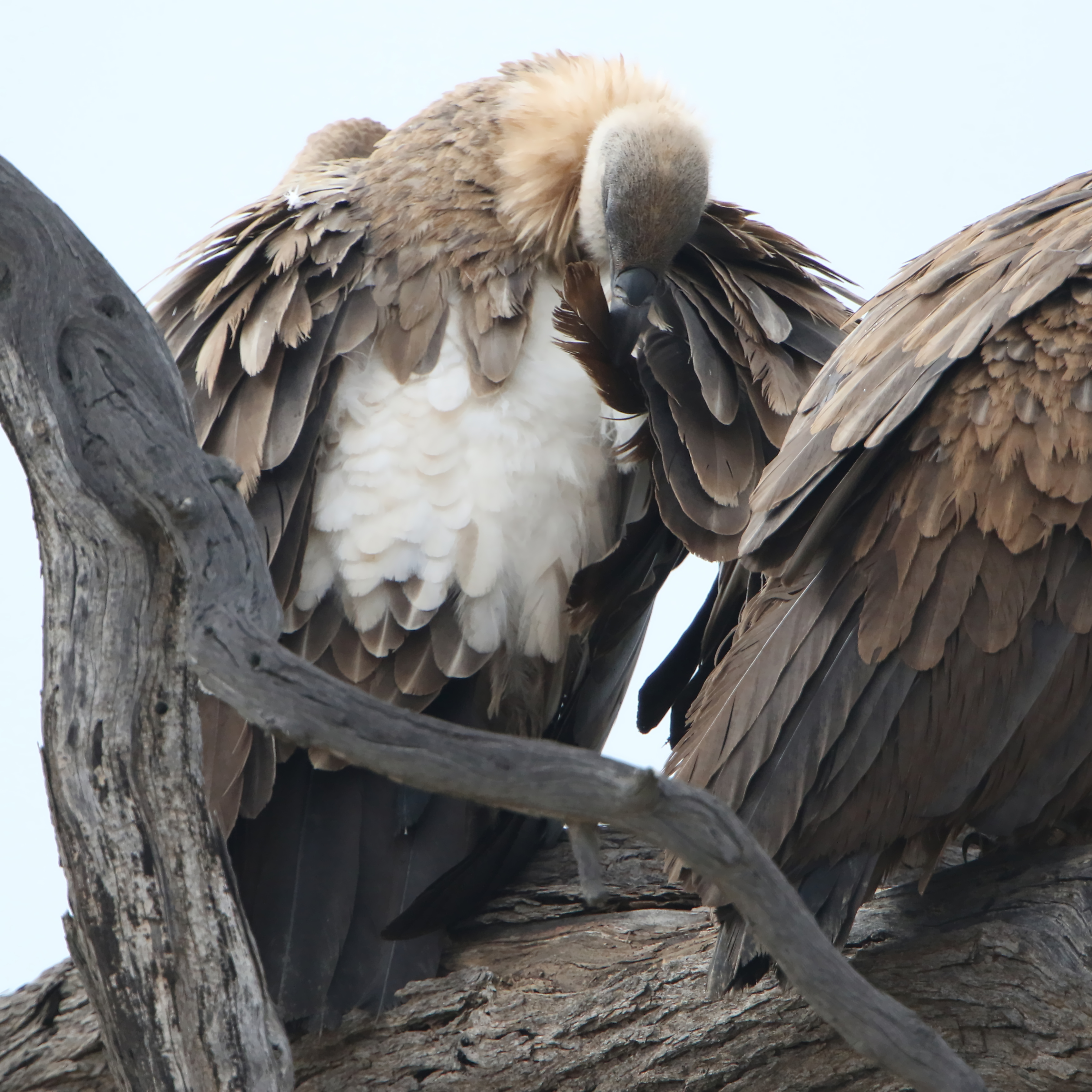
يمكن ملاحظة الظهر الأبيض لدى البالغين في هذه الصورة بوضوح

النسر أبيض الظهر حجمه متوسط، إذ يتراوح وزنه ما بين 4,2 و 7,2 كيلوغرام، وطوله ما بين 78 و 98 سنتمتراً، وباع جناحيه ما بين 1,96 و 2,25 متر.

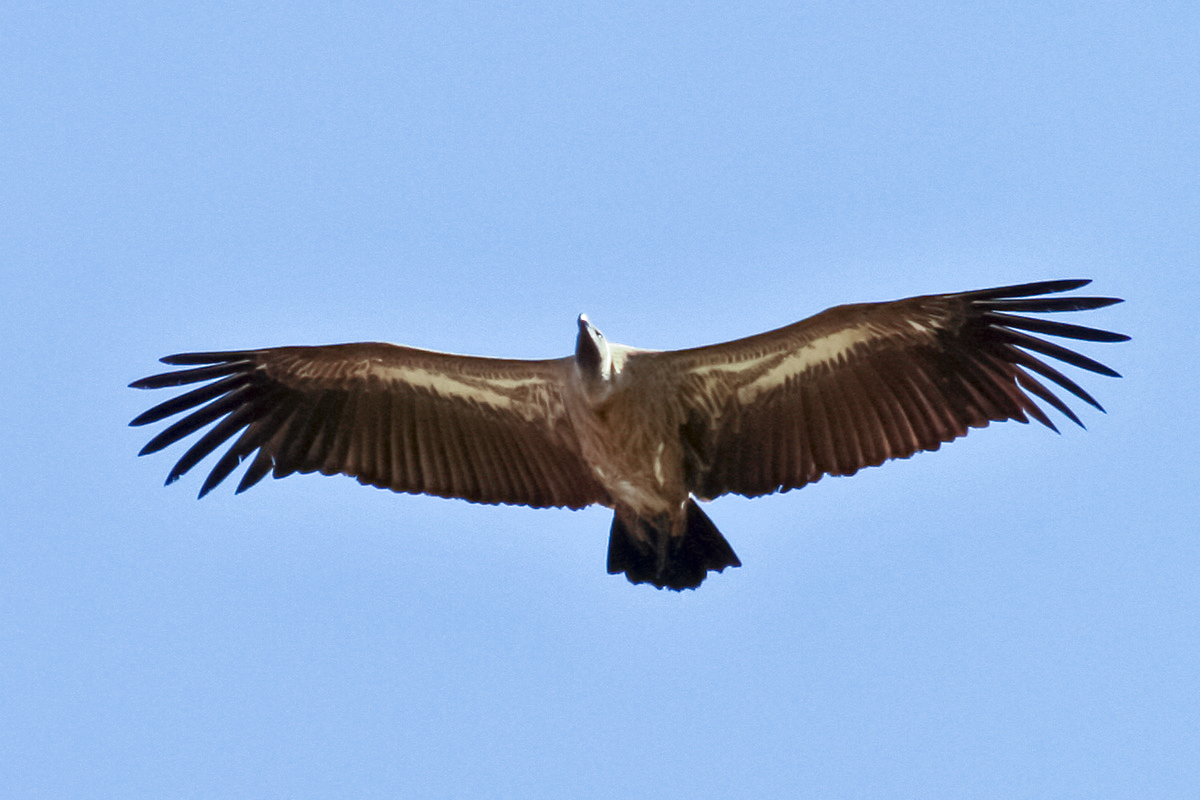
أثناء الطيران

## الغذاء
يقتات النسر أبيض الظهر بشكل أساسي على جيف الحيوانات النافقة، التي يعثر عليها عن طريق الطيران فوق مناطق السافانا والبحث، كما يقوم بالتقاط البقايا من مواطن البشر. ويتحرك هذا النسر عادة على شكل جماعات،

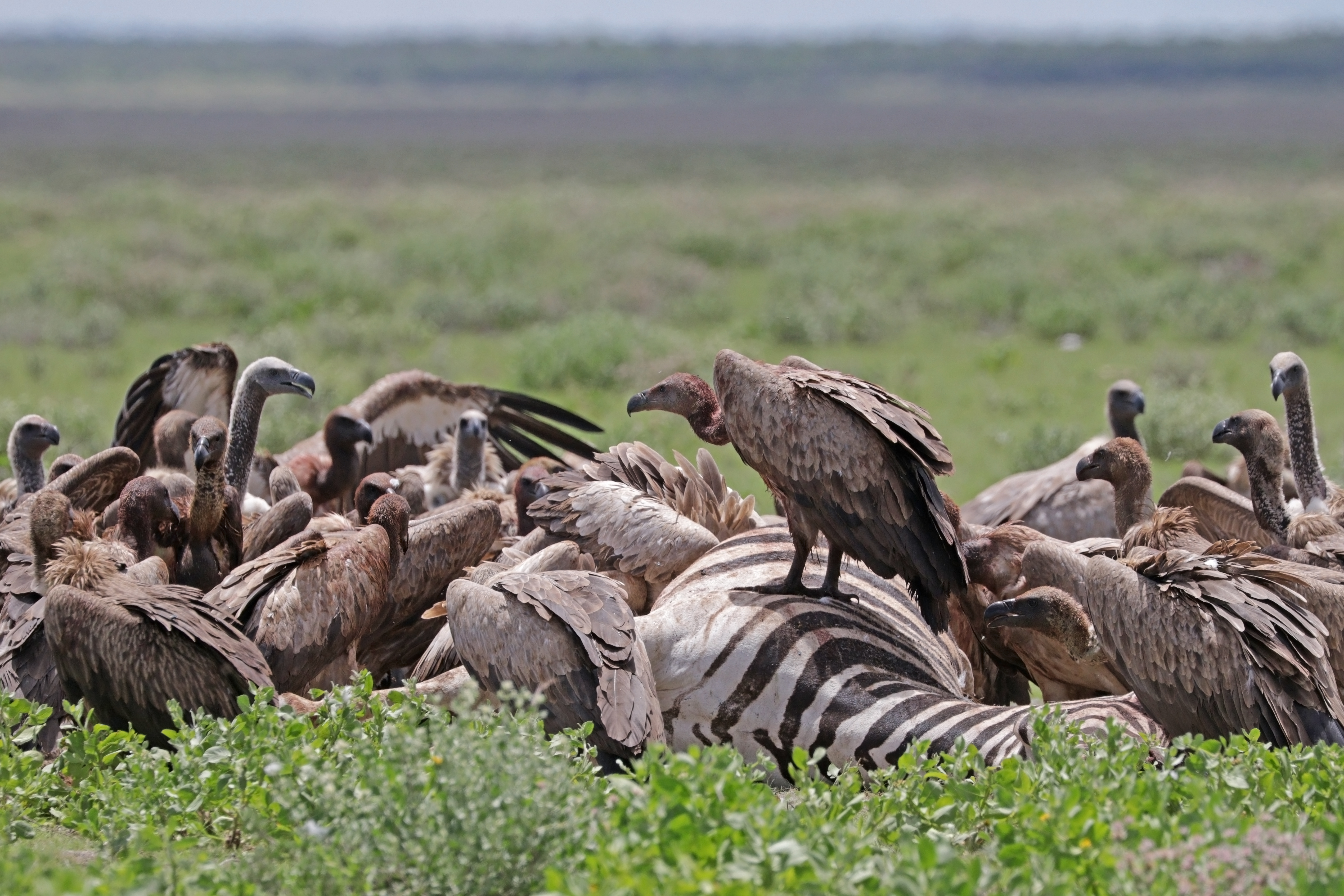
مجموعة كبيرة من النسور و هي تأكل من جثة حمار وحشي

## التكاثر
ويتكاثر هذا النسر على الأشجار في مناطق السافانا في غرب أفريقيا وشرقها، ويضع بيضة واحدة. وهو طائر مقيم في أغلب الأحيان، أي لا يقوم بالهجرة.

## خطر الإنقراض
تناقصت أعداد النسور بيضاء الظهر عن السابق، فقامت القائمة الحمراء للأنواع المهددة بالانقراض بتصنيفه نوعاً قريباً من الخطر عام 2007، وفي عام 2012 قامت القائمة الحمراء بتصنيفه نوعاً مهدداً بالانقراض.

## معرض الصور

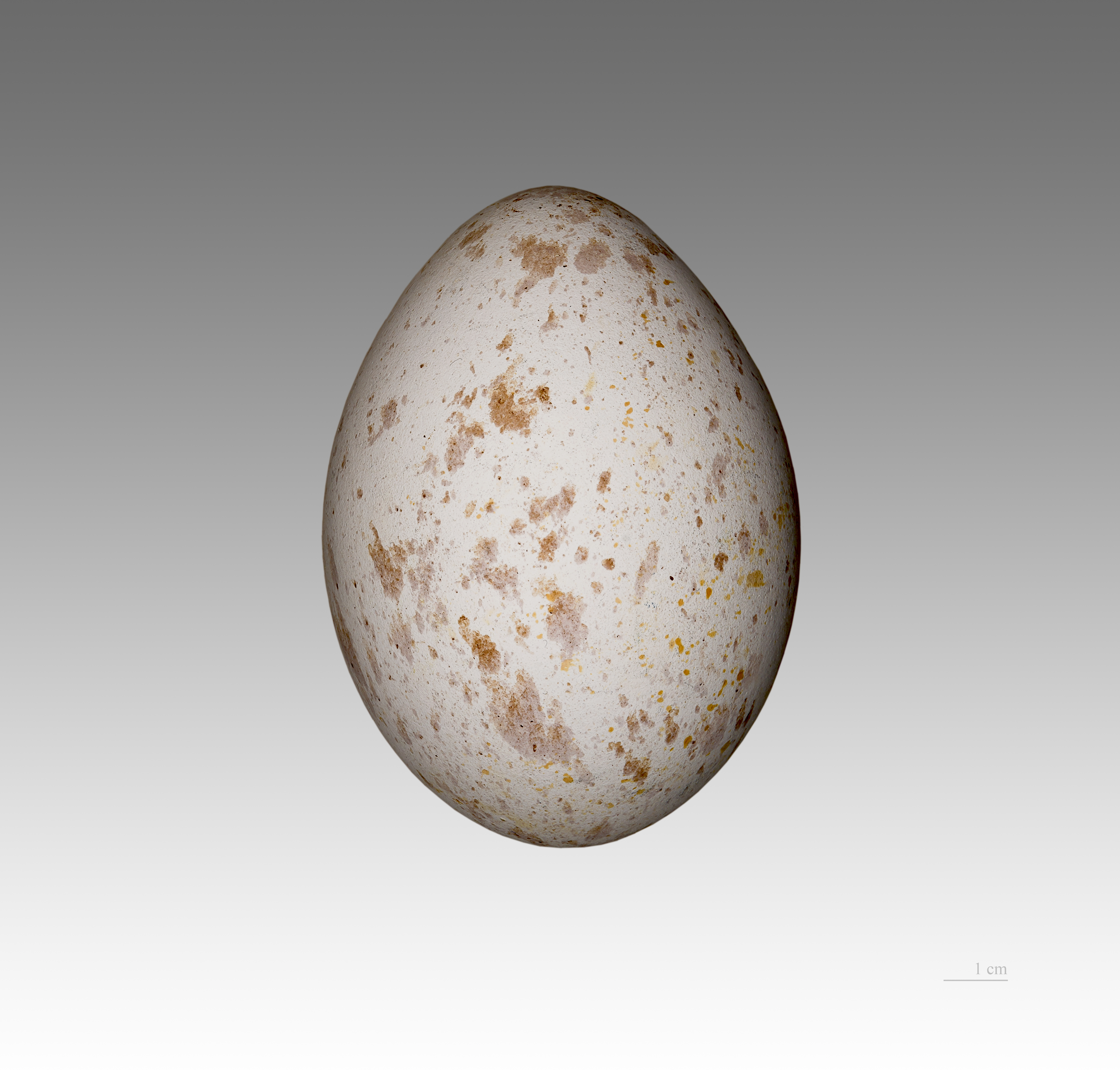
بيضة
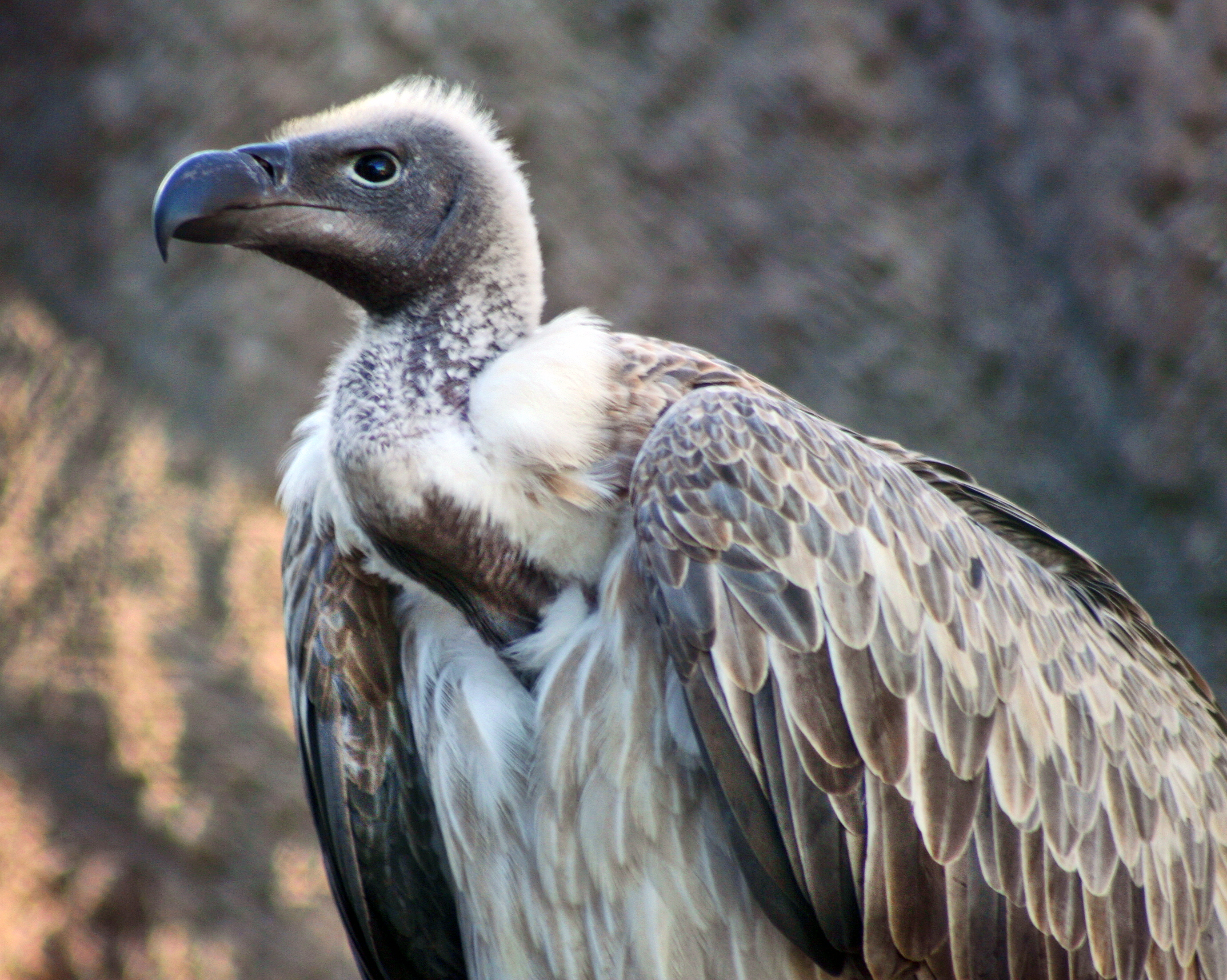
فرد بالغ
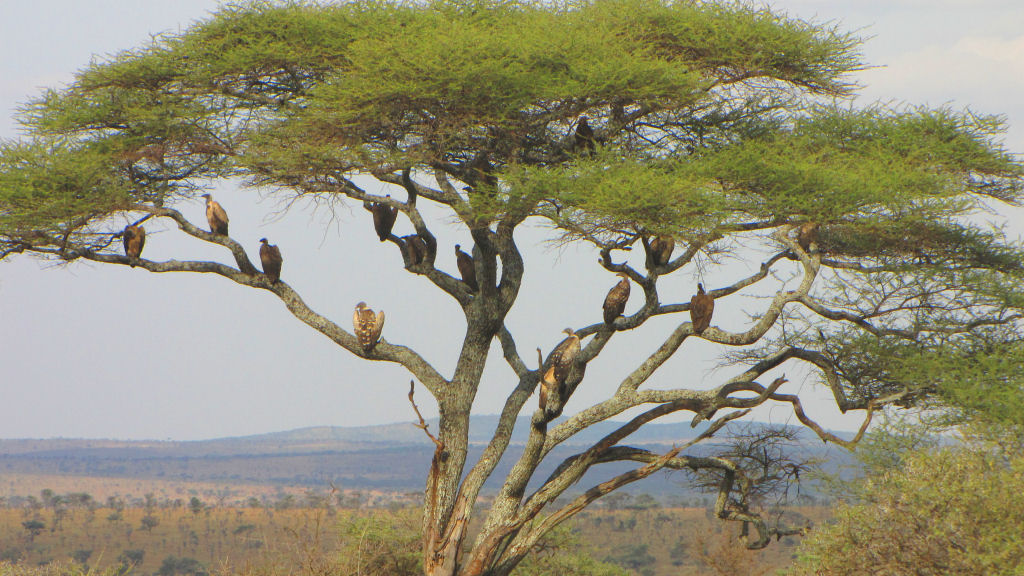
خمسة عشر فرداً على شجرة ينتظرون إطعامهم في حديقة سيرينجيتي في تنزانيا
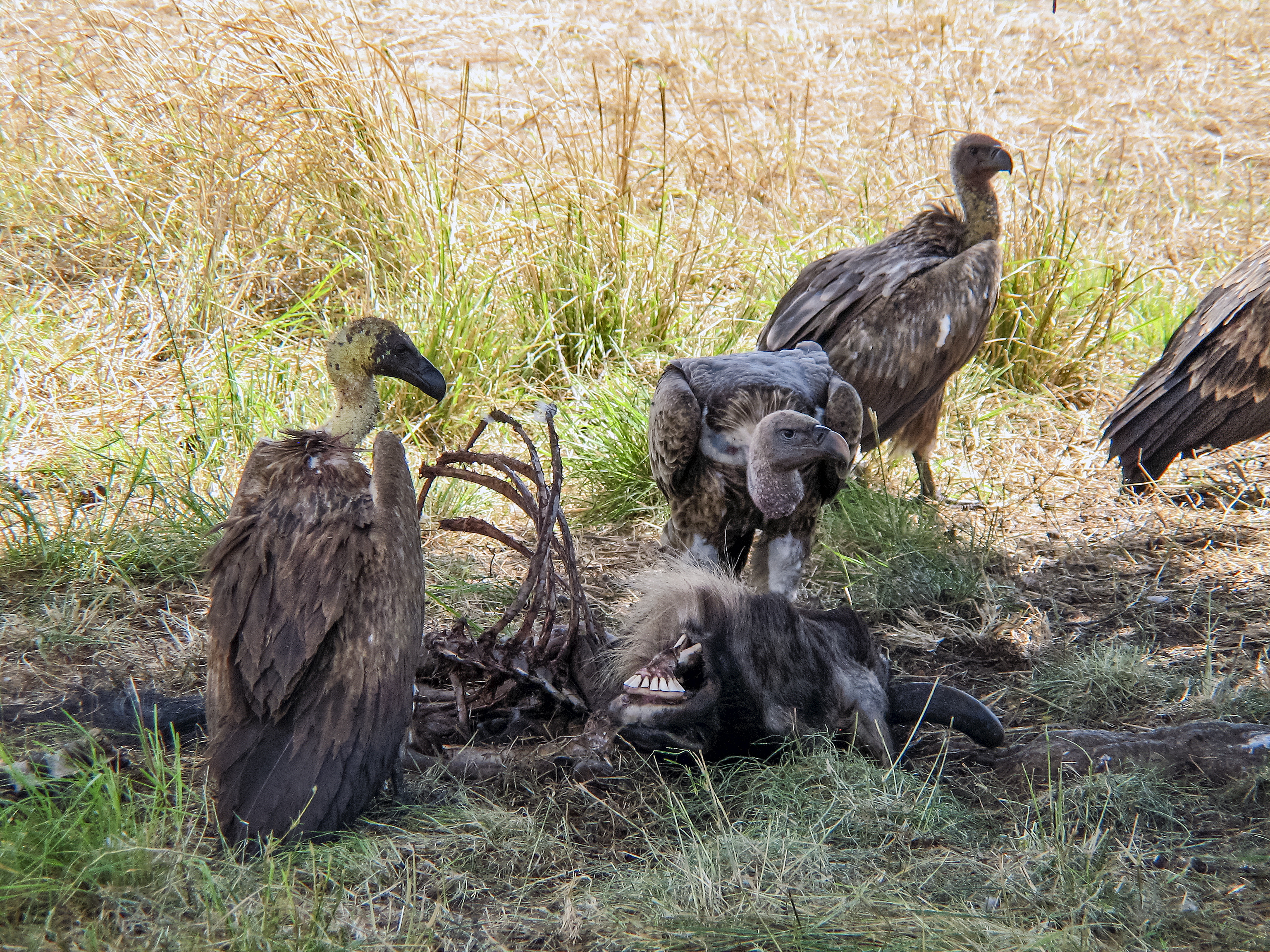
أفراد يأكلون حيواناً ميتاً
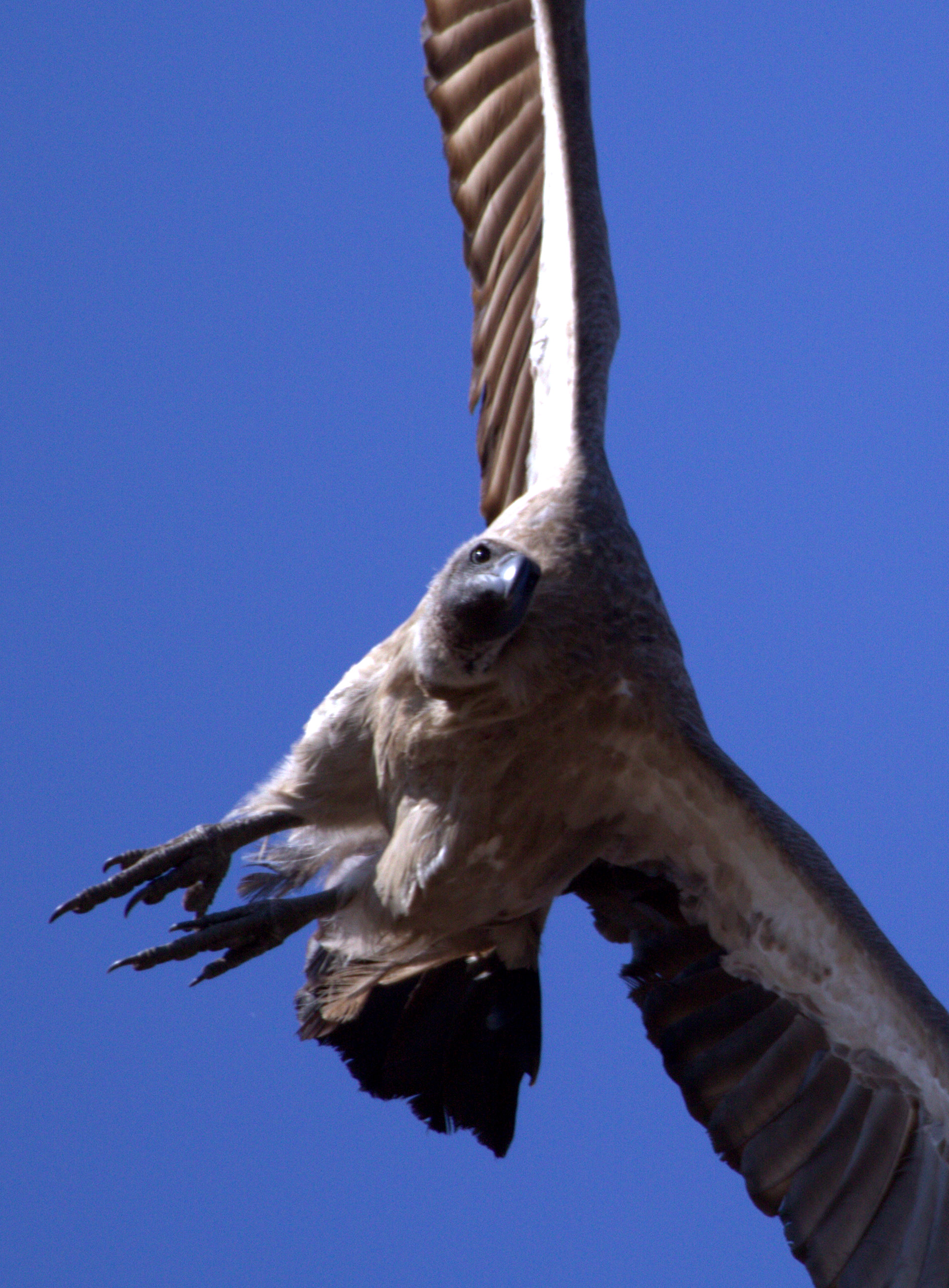
أثناء الطيران

## المرجع
- نسر أبيض الظهر